# 冰球旋风
《冰球旋风》是中国大陆拍摄的一部运动题材动画片，该作主要讲述的是即将成为初中生的尚进在一次意外，激发了对冰球的热情，从而加入了初中的冰球队，并在这之中逐渐改正了其缺点的故事。该做获2022年第一季度优秀国产电视动画片。

## 剧情
12岁，即将成为初中生的尚进在偶然的机会激发了对冰球的热情，于是他决定加入冰球俱乐部。
而就是因为这个决定，让他逐渐改正了自己曾经的缺点。

## 配音演员
- 宝木中阳
- 郭政建
- 星潮
- 刘三木
- 张东
- 凌振赫
- 巩大方
- 李昕
- 羊仔
- 张赫
- 唐小喜
- 苗得雨
- 锦鲤
- 杨莹

## 历程
在2020年，中央广播电视总台启动了该动画项目。
在2022年，该动画在中央广播电视总台央视体育频道等频道进行上映。

## 收视率
2022年1月1日至1月31日期间，据广电总局系统统计，1月每集平均收视率0.110%。

## 获奖情况
- 在2022年8月，该做获得2022年第一季度优秀国产电视动画片。[5]
- 该作在2022年11月获得第31届中国电视金鹰奖最佳电视动画片。[6][7]
- 2022年11月，该作获得第十八届中国国际动漫节“金猴奖” 动画系列片银奖。[8]
- 2024年9月,该作获得第28届星光奖优秀电视动画节目奖。[9]

## 外部連結
- 豆瓣电影上《冰球旋风》的資料 （简体中文）